# Кофражен план
Кофражният план е чертеж, използван при проектирането на бетонни и стоманобетонни конструкции, в който се уточняват размерите и взаимното положение на елементите на конструкцията. Основното му предназначение е да послужи за изпълнение на кофража и за бетонирането на съответните елементи. Армировката при стоманобетонните конструкции може да е описана в самостоятелен армировъчен план или в общ кофражно-армировъчен план, включващ информация и за кофража и за армировката.
При проекти на сгради обикновено всеки кофражен план съдържа информация за отделен етаж. При еднакво разпределение на етажите е достатъчно да се начертае само един кофражен план, придружен с таблица с размерите на сеченията на колоните, ако те се променят в различните етажи. Самият чертеж представлява условен хоризонтален разрез под плочата, в който с поглед нагоре се изчертават всички елементи на подовата конструкция. В кофражния план се чертаят само бетонните и стоманобетонни елементи на конструкцията – колони, греди, пояси, плочи, шайби.
Кофражният план се котира в двете посоки с вътрешни и външни размерни линии. Вътрешните показват светлите размери на полетата и широчините на гредите и поясите, а външните – конструктивните осови разстояния на сградата, с които задължително се връзват колоните. Осите се номерират в двете посоки с цифри или букви. Котират се също и пълните размери на сградата. В забележка се отбелязват класа на бетона.

## Означения на елементите
Колони
Хоризонталният разрез през етажите пресича колоните, затова в кофражния план контурът им се изчертава с по-дебела линия и се защриховат или оцветяват. Разпространена в България конвенция е колоните да се означавт с буквата „К“ и съответен номер в горния ляв ъгъл, като номерата растат от ляво надясно и от горе надолу – К1 е в горния ляв ъгъл на сградата, а последния номер носи колоната в долния десен ъгъл. Номерът на колоните се запазва в различните етажи.
Греди
Изобразяват се ръбовете на гредата, както се виждат при хоризонталния разрез и поглед нагоре. Ако гредата е обратна, ръбовете се показват с прекъсната линия, тъй като реброто на гредата е над плочата и не се вижда. С по-тънка линия се показват и осовите линии на гредите. Напречните им сечения, склопени нагоре или наляво на 90 градуса, се чертаят с по-дебел контур. Сечението може да се защрихова или да се оцвети. В България гредите често се означават със съкращение „Гр“ и съответен номер, като номерирането също най-често е от ляво надясно и от горе надолу. Ако има греди с еднакви размери, отвор, конструктивна схема и натоварване, те могат да имат еднакъв номер.
Пояси
Поясите се изобразяват по начин, аналогичен на този на гредите.
Плочи
Контурите на плочите се оформят от контурите на гредите и поясите, върху които опират. Всяко поле се номерира, като номерът му обикновено се поставя в кръгче в средата на полето, а стрелки, илизащи от кръгчето, показват начина на армиране на полето. Номерацията на полетата също често е от ляво надясно и от горе надолу. Полета с еднакви размери, натоварвания и статична схема могат да имат един и същи номер. Дебелината на плочата е показана в разрезите на гредите или се посочва върху диагонал, свързващ срещуположните ъгли на полетата. Горното ниво на всяка плоча се дава със съответната кота.
Стълбища
Стъпалата на стълбищното рамо се чертаят с прекъсната линия и номерират както полетата, като се означава начинът на армиране. В разрез през стълбищното рамо се показват размерите и броя на стъпалата, дебелината на подстъпалната плоча, размерите на гредите или поясите, носещи стълбищното рамо, видът и размерите на парапета, котата на етажната и междинната площадка.